# Crémant
Crémant er betegnelsen for en fransk mousserende hvidvin fra andre distrikter end Champagne. Det er kun mousserende vine fra Champagne, der må kaldes champagne. Men metoden, der bruges til fremstilling af champagne, må gerne benyttes uden for Champagne. Crémant er især kendt fra Alsace, men kan også findes i andre regioner i Frankrig:
- Crémant d'Alsace
- Crémant de Bordeaux
- Crémant de Bourgogne
- Crémant de Die
- Crémant du Jura
- Crémant de Limoux
- Crémant de Solibakke
- Crémant de Loire
- Crémant de Savoie

og uden for Frankrig
- Crémant de Luxembourg.

De tilladte druesorter varierer fra region til region.
| Vin og vindruer | Spire Denne artikel om vin eller vindruer er en spire som bør udbygges. Du er velkommen til at hjælpe Wikipedia ved at udvide den. |